# Du lịch sinh thái cộng đồng
Theo nhà nghiên cứu Nicole Hausle và Wollfgang Strasdas (2009): "Du lịch sinh thái cộng đồng là một hình thái du lịch trong đó chủ yếu là người dân địa phương đứng ra phát triển và quản lý. Lợi ích kinh tế có được từ du lịch sẽ đọng lại nền kinh tế địa phương".
Theo tổ chức Respondsible Ecological Social Tours (1997) thì du lịch sinh thái cộng đồng là "phương thức tổ chức du lịch đề cao về môi trường, văn hóa xã hội. Du lịch sinh thái cộng đồng do cộng đồng sở hữu và quản lý, vì cộng đồng và cho phép khách du lịch nâng cao nhận thức và học hỏi về cộng đồng, về cuộc sống đời thường của họ".
Ý tưởng đằng sau vế "dựa vào cộng đồng" của chiến lược môi trường là tạo cơ hội trao quyền cho cộng đồng, tăng cường sự tham gia của họ trong việc ra quyết định, nhưng cũng chỉ đơn giản là những điều này sẽ khuyến khích sự tham gia từ bản thân cộng đồng.
Tóm lại: Du lịch sinh thái cộng đồng (DLSTCĐ) là loại hình du lịch do cộng đồng tổ chức, dựa vào thiên nhiên và văn hoá địa phương với mục tiêu bảo vệ môi trường. DLSTCĐ đề cao quyền làm chủ, chú ý phân bổ lợi ích rộng rãi và nâng cao chất lượng cuộc sống cho cộng đồng. Với khách du lịch, DLSTCĐ tạo cơ hội tìm hiểu, nâng cao nhận thức về môi trường và giao lưu văn hoá, trải nghiệm cuộc sống hàng ngày của cộng đồng.
Như vậy, du lịch sinh thái cộng đồng chính là nét tinh túy của du lịch sinh thái và du lịch bền vững. Du lịch sinh thái cộng đồng nhấn mạnh vào cả ba yếu tố là môi trường, du lịch và cộng đồng.

## Điều kiện hình thành và phát triển du lịch sinh thái cộng đồng
Điều kiện tiềm năng về tài nguyên môi trường tự nhiên và nhân văn có ý nghĩa quyết định đến phát triển du lịch sinh thái cộng đồng.
- Điều kiện yếu tố cộng đồng dân.
- Điều kiện có thị trường khách trong nước và quốc tế.
- Điều kiện về cơ chế chính sách hợp lý.
- Sự hỗ trợ, giúp đỡ của chính phủ, tổ chức phi chính phủ trong và ngoài nước.

## Tiêu chí của du lịch sinh thái cộng đồng
Theo UNWTO (2008) cho rằng những tiêu chí của một du lịch sinh thái cộng đồng đang hướng tới gồm có các tiêu chí sau:
- Người dân nên được tham gia vào quá trình lên kế hoạch và quản lý hoạt động du lịch tại cộng đồng.
- Hoạt động du lịch này phải mang lại lợi ích một cách công bằng cho cộng đồng.
- Hoạt động du lịch này nên bao gồm tất cả các thành viên của cộng đồng hơn chỉ là sự tham gia của một vài thành viên.
- Quan tâm đến sự bền vững của môi trường.
- Mọi hoạt động du lịch sinh thái cộng đồng phải tôn trọng nền văn hoá và các "cấu trúc xã hội" tại cộng đồng.
- Có hệ thống/ phương pháp để giúp người trong cộng đồng có thể "vượtqua" những ảnh hưởng của những khách du lịch phương tây.
- Hoạt động du lịch thường được giữ ở quy mô nhỏ nhằm hạn chế tối đa những ảnh hưởng đến văn hoá và môi trường.
- Hướng dẫn tổng quan cho khách du lịch về cộng đồng để giúp họ có những hành động hợp lý trong quá trình du lịch.
- Không yêu cầu người trong cộng đồng phải thực hiện những hoạt động trái với văn hoá/tôn giáo của họ.
- Không yêu cầu người dân trong cộng đồng tham gia vào các hoạt động du lịch nếu họ không muốn.

## Nguyên tắc của du lịch sinh thái cộng đồng
Võ Quế (2008) cho rằng các nguyên tắc để phát triển du lịch dựa vào cộng đồng bao gồm:
- Cộng đồng được quyền tham gia thảo luận các kế hoạch, quy hoạch, thực hiện và quản lý, đầu tư và có thể trao quyền làm chủ cho cộng đồng.
- Phù hợp với khả năng của cộng đồng.
- Chia sẻ lợi ích từ du lịch cho cộng đồng
- Xác lập quyền sở hữu và tham gia của cộng đồng đối với tài nguyên và văn hoá.

Theo tổ chức WTO (2004), các nguyên tắc để phát triển du lịch cộng đồng cần phải dựa trên các nguyên tắc của du lịch bền vững:
- Sử dụng tối ưu nguồn môi trường, duy trì các tiến trình sinh thái học chủ yếu và giúp bảo tồn nguồn tự nhiên và hệ sinh thái được thừa hưởng.
- Khía cạnh xác thực nền văn hoá - xã hội của cộng đồng địa phương, đảm bảo họ đã xây dựng, kế thừa văn hoá và giá trí truyền thống, đồng thời góp phần vào sự hiểu biết và thông cảm đối với các nền văn hoá khác nhau.
- Đảm bảo sự vận hành nền kinh tế lâu dài ổn định, cung cấp các lợi ích kinh tế - xã hội đến tất cả những người có liên quan nhằm phân bổ công bằng.

## Mục tiêu của loại hình du lịch sinh thái cộng đồng
- Du lịch sinh thái cộng đồng phải góp phần bảo vệ tài nguyên thiên nhiên và văn hóa.
- Du lịch sinh thái cộng đồng phải đóng góp vào phát triển kinh tế địa phương.
- Du lịch sinh thái cộng đồng phải có sự tham gia ngày càng tăng của cộng đồng địa phương.
- Du lịch sinh thái cộng đồng phải mang đến cho khách một sản phẩm có trách nhiệm đối với môi trường và xã hội.

## Thực trạng phát triển du lịch sinh thái cộng đồng ở Việt Nam
Các hình thức du lịch sinh thái cộng đồng thường thấy ở nước ta như: du lịch homestay, tham gia các hoạt động văn hoá, văn nghệ cùng người dân bản địa, tham quan các bản làng dân tộc, tìm hiểu lối sống, văn hoá của người dân bản địa, tham quan nghiên cứu đa dạng sinh học,… diễn ra một số nơi như bản Lác - Mai Châu, Chiềng Yên - Sơn La, VQG Cát Bà, Khu bảo tồn Cù Lao Chàm - Hội An, v.v.
Trong những năm gần đây, số du khách đến thăm các điểm du lịch tự nhiên, tìm hiểu cuộc sống của cộng đồng dân cư ở Việt Nam ngày càng tăng, nhưng vẫn thường mang tính tự phát, chưa được tổ chức bài bản và chưa đi vào thực chất. Các hình thức hoạt động của loại hình du lịch này mới chỉ mang ý nghĩa tham quan, hưởng thụ môi trường, ít đạt được mục đích nâng cao nhận thức, giáo dục môi trường và cảm nhận nét đặc sắc, cái hay, cái đẹp trong văn hoá của cộng đồng bản địạ
Bên cạnh đó, một vài địa phương lại quan niệm phát triển DLSTCĐ gắn với phát triển kinh tế địa phương dựa trên lợi thế vùng miền, địa phương của mình. Vd như Đồng Tháp tận dụng cảnh quan nguyên sơ với những cánh đồng sen bạt ngàn tại Huyện Tháp Mười để phát triển mô hình du lịch sinh thái gắn với Sen: như chụp ảnh với đồng sen, tham gia thu hoạch chế biến sản phẩm từ sen, dệt lụa tơ sen,... Hay như tại làng rau Trà Quế, Hội An, Quảng Nam lại cho du khách trải nghiệm nông nghiệp bằng cách tham gia trồng rau, làm đồng, thu hoạch sản phẩm nông nghiệp... Qua đó tìm hiểu nếp sống, tập quán và du khách được trực tiếp tham gia vào các hoạt động phát triển kinh tế đặc thù của địa phương.